# エル・ガトー (アルバム)
| 専門評論家によるレビュー | 専門評論家によるレビュー |
| レビュー・スコア         | レビュー・スコア         |
| 出典                     | 評価                     |
| ------------------------ | ------------------------ |
| Allmusic                 | [ 1 ]                    |

『エル・ガトー』("El Gato") は、アルゼンチン人ジャズ作曲家兼サクソフォーン奏者ガトー・バルビエリのコンピレーション・アルバムである。1971年録音の『アンダー・ファイア』からの1曲(#2)、1973年録音の『ボリビア』からの3曲(#3-5)、さらに1972年録音の未発表曲の"El Gato"(#1) が収録され、1975年にフライング・ダッチマン・レーベルからリリースされた。

## 収録曲
1. "El Gato" (Oliver Nelson) - 12:45 *Previously unissued
2. "El Parana" (Gato Barbieri) - 8:58
3. "Merceditas" (Gato Barbieri) - 9:04
4. "Vidala Triste" (Gato & Michelle Barbieri) - 5:30
5. "Niños" (Gato Barbieri) - 7:14

## パーソネル
未発表曲の#1"El Gato"についてのみ記述。
- Gato Barbieri (ts)
- Oliver Nelson (as)
- Danny Bank (bcl)
- Romeo Penque (fl, afl, ehr)
- Phil Bodner (fl, afl)
- David Spinozza (g)
- Hank Jones (p)
- Airto Moreira (perc)
- Ron Carter (b)
- Pretty Purdie (ds)